# Chawan
Um chawan (茶碗, literalmente, "tigela de chá") é uma tigela usada para preparar e beber chá. Existem muitos tipos de chawan que são usados nas cerimônias do chá da Ásia oriental. A escolha do seu uso depende de muitas considerações.

## História
O chawan se originou na China, as primeiras peças foram importadas para o Japão da China entre os séculos XIII e XVI.
O chawan de Jian, uma tigela de chá chinesa conhecida como Tenmoku chawan, no Japão, era a tigela de chá preferida para a cerimônia de chá japonesas até ao século XVI. No Japão, o chá também foi bebido principalmente nesta variedade chinesa de tigelas de chá até cerca do século XV. O termo japonês tenmoku é derivado do nome da Montanha Tianmu, onde sacerdotes japoneses adquiriram essas tigelas de chá de templos chineses para trazer de volta ao Japão de acordo com a tradição.
Um residente de Fujian no século XI escreveu sobre a Porcelana Fujian:
| “ | O chá é de cor clara e parece melhor em copos pretos. As xícaras feitas em Jianyang são de cor azul-preta, marcadas como a pele de uma lebre. Sendo de tecido bastante grosso eles reter o calor, de modo que uma vez aquecidos, esfriam muito lentamente, e são adicionalmente valorizados por isso. Nenhuma das tigelas produzidas em outros lugares pode rivalizar com estas. Astigelas azul e branco não são usados por aqueles que dão provas de chá.[5] | ” |
No final do Período Kamakura (1185–1333), como o costume de beber chá em todo o Japão e o Tenmoku chawan Desejada por todas as fileiras da sociedade, os japoneses começaram a fazer suas próprias cópias em Seto (no atual estado de Aichi). Embora o Tenmoku chawan tenha sido derivado do original chinês que tinha várias cores, formas e desenhos, os japoneses gostaram particularmente das tigelas com forma cônica, então a maioria da tigelas de tinham essa forma .
Galeria

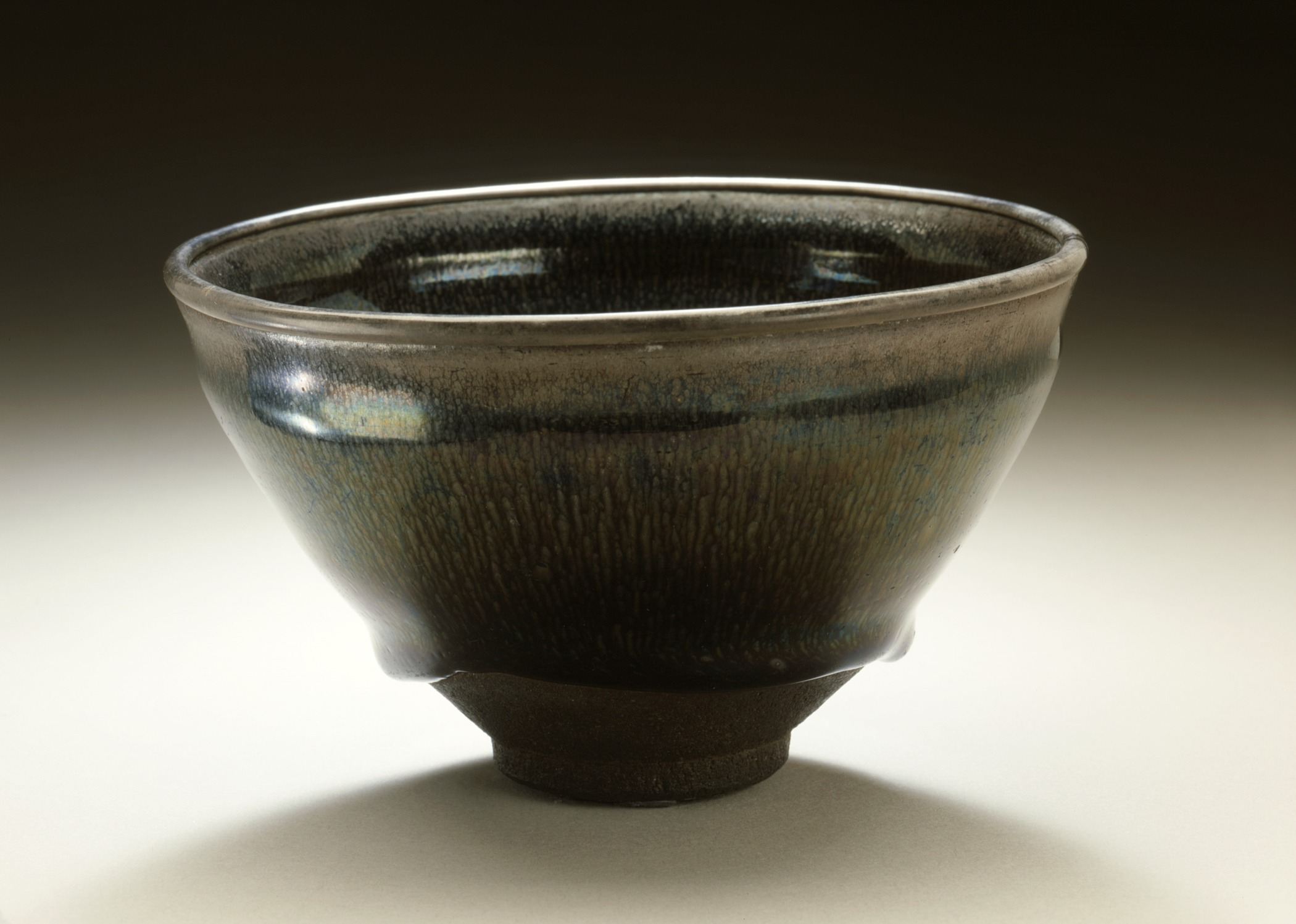
Chawan com o padrão de pele de lebre, porcelana Jian, China durante a Dinastia Song
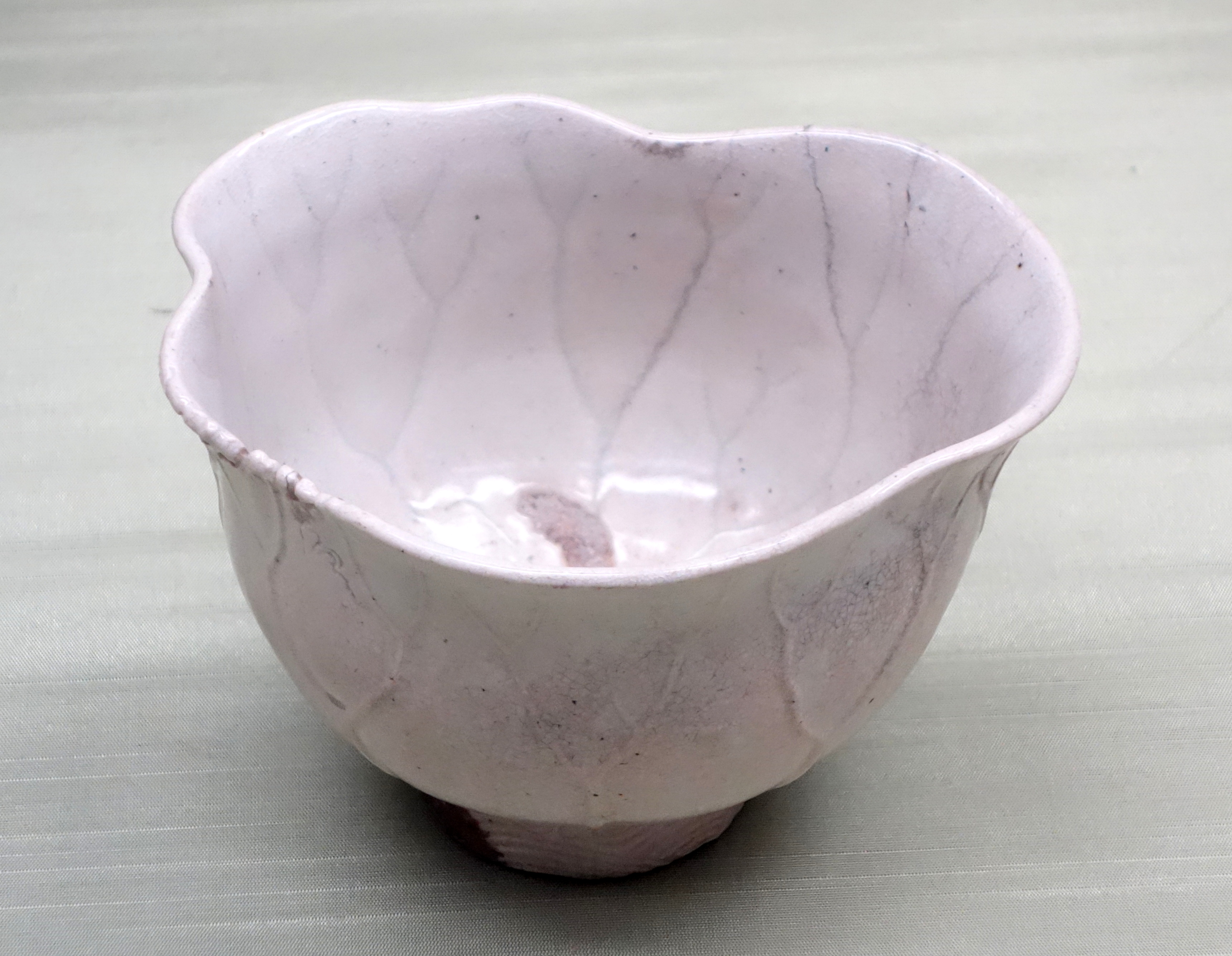
Tigela em forma de folha de lótus, Cerâmica Satsuma, período Edo, século XVII, esmalte branco, Museu Nacional de Tóquio
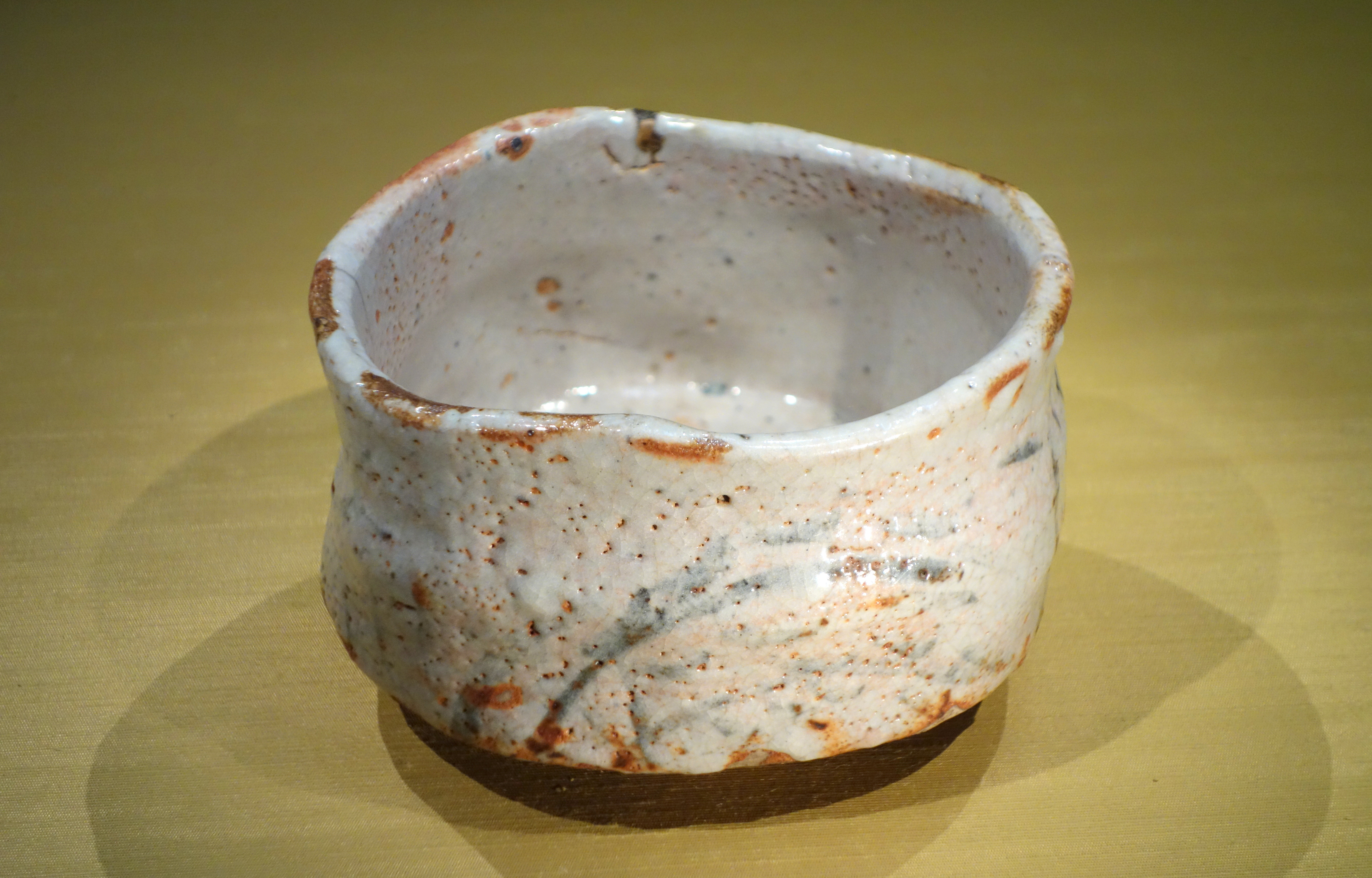
Tigela conhecida como Furisode, Cerâmica Mino, período Edo, séculos XVI-XVII, esmalte branco, Museu Nacional de Tóquio
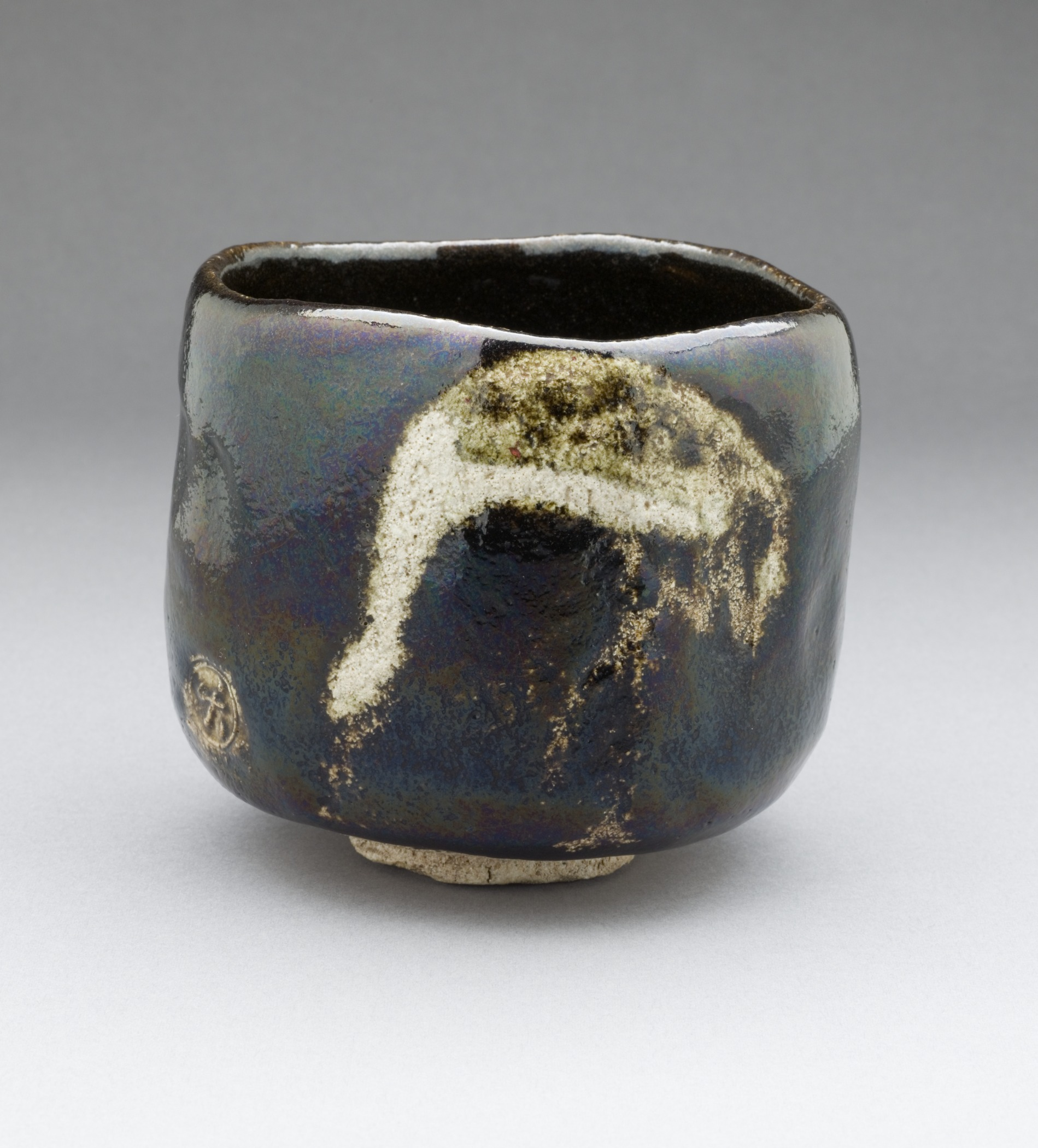
Tigela Shorei, Porcelana Raku, com desenho de cegonha

As obras-primas do Japão foram feitas nos períodos Momoyama e Edo (1573-1867) e novamente em um reavivamento do estilo Momoyama, começando na década de 1930. Em 2013, o Musée Tomo realizou a exposição "Master Teabowls of Our Days"  a partir deste último período até o presente. Os mestres ainda vivos incluem Raku Kichizaemon XV (n. 1949), Ryuichi Kakurezaki (n. 1950) e Hiro Ajiki’s (n. 1948).

## Tipos
Chawan have various shapes:
- 鉄鉢形, Wa-nari: forma circular
- 椀形, Wan-nari: tigela de madeira
- 呉記型, Goki-gata: tipo Goki
- 半筒型, Han tsutsu-gata: meio cilindro
- 筒型, Tsutsu-gata: cilindrica
- 碁笥底型, Gokezoko-gata: pedra go
- 胴締, Dojimari-gata: acinturado
- 馬上杯, Bajyohai: copo de Rider
- 杉形, Sugi-nari: forma de cedro
- 井戸型, Ido-gata: tipo Idoou Well
- 天目型, Tenmoku-gata: Tenmoku
- Komogai-nari: Komogai
- 端反り型, Hatazori-gata: borda curvada
- 平形, Hiragata: achatado
- 馬盥, Badarai: forma de balde
- 沓形, Kutsu-gata: formato de sapato
- 砂浜形, Suhama-gata: forma do mar na areia da praia
- 桃形, Momo-gata: forma de pêssego
- 筆洗形, Hissen-gata: forma de pincel
- 編笠, Amikasa: forma de chapéu de palha
- 三角形, Sankaku-gata: triangular
- 四方形, Shiho-gata: quadro lados